# Ion Timofte
Ion Timofte (numit și Timofte II, pentru a fi deosebit de Daniel Timofte; n. 16 decembrie 1967, Anina, România) este un fotbalist român retras din activitate, care a jucat pe post de mijlocaș la echipe ca Boavista, Porto și Poli Timișoara. Pe plan internațional, are prezențe la națională pentru România.
Și-a petrecut marea majoritate a carierei în Portugalia, strângând un total de 215 de meciuri și 61 de goluri în Primeira Liga în nouă sezoane cu FC Porto și Boavista FC și câștigând șapte titluri majore.

## Cariera de club
Ion Timofte s-a născut la Anina și a început să joace fotbal la centrul de juniori al clubului local, Minerul, începând cariera de seniori la aceeași echipă din Divizia C. În 1988 a plecat la CSM Reșița care evolua în Divizia B.
Talentul său a fost remarcat de antrenorul Constantin Rădulescu care l-a adus la Politehnica Timișoara unde a debutat în Divizia A pe 23 august 1989 într-o înfrângere cu 2-1 pe teren propriu în fața Bihorului Oradea. Rădulescu l-a folosit și în toate cele patru meciuri din campania Cupei UEFA 1990–91 unde Poli a eliminat în primul tur pe Atlético Madrid cu 2–1 la general, fiind eliminată în următorul tur de Sporting Lisabona. Ultima sa apariție în Divizia A a fost pe 23 iunie 1991 într-o înfrângere cu 1-0 în deplasare cu Universitatea Cluj, având un total de 65 de meciuri cu 19 goluri marcate în competiție, toate pentru Politehnica.
În 1991, Timofte a mers să joace în Portugalia la FC Porto unde a fost recomandat de Mircea Lucescu. În 1994, Timofte a făcut trecerea la rivala locală Boavista. În anii petrecuți la Boavista a fost un favorit al fanilor, fiind supranumit „O Deus Romeno” (Zeul Român). În 2020, Timofte a fost selectat de fanii lui Boavista în cel mai bun 11 al echipei din toate timpurile.

## Cariera la echipa națională
Ion Timofte a jucat 10 meciuri și a marcat o singură dată pentru România, debutând pe 3 aprilie 1991 când selecționerul Mircea Rădulescu l-a introdus în minutul 89 în locul lui Ionuț Lupescu într-un egal 0-0 în deplasare cu Elveția la preliminariile Euro 1992. În meciul următor a deschis scorul într-un amical care s-a încheiat cu o victorie cu 2-0 împotriva Spaniei.

## Viața după încheierea activității de fotbalist
După retragere, Timofte și-a deschis un restaurant și un hotel în Timișoara, ambele numite Boavista.
A fost președinte la începutul anilor 2000 la UM Timișoara când echipa a promovat în prima ligă. În martie 2014 a fost numit președinte la ACS Poli Timișoara, funcție pe care a deținut-o timp de aproximativ un an. În 2016 a fost numit director sportiv la Boavista. În 2019 a devenit consilier la ASU Politehnica Timișoara.